# Rollán (Salamanca)
Rollán ist eine kleine westspanische Gemeinde (municipio) in der Provinz Salamanca in der Autonomen Gemeinschaft Kastilien-León. 2024 hatte die Gemeinde 337 Einwohner. 

## Geographie
Rollán befindet sich etwa 20 Kilometer westlich vom Stadtzentrum der Provinzhauptstadt Salamanca in einer Höhe von 805 m. 

## Bevölkerungsentwicklung
| Jahr      | 1900 | 1920 | 1950 | 1970 | 1981 | 1991 | 2001 | 2011 | 2021 |
| Einwohner | 1324 | 1009 | 1187 | 816  | 617  | 643  | 588  | 448  | 352  |

## Sehenswürdigkeiten
- Laurentiuskirche (Iglesia de San Lorenzo)

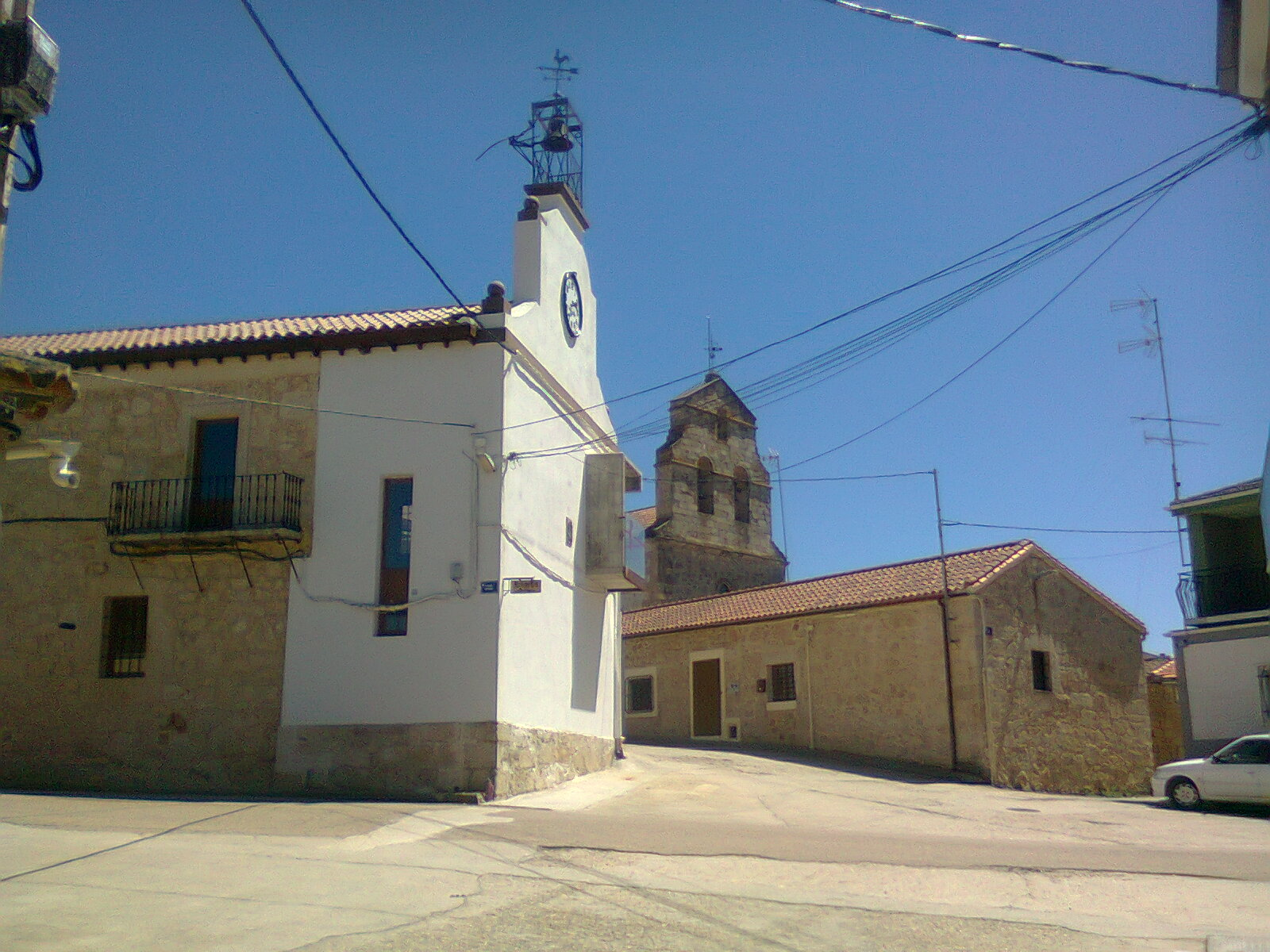
Laurentiuskirche